# 杜佑
杜 佑（と ゆう、735年（開元23年） - 812年（元和7年））は、唐代の官僚・政治家・歴史家。字は君卿。諡は安簡。本貫は京兆府万年県。西晋の杜預の子の杜尹の末裔にあたる。

## 経歴
曾祖父は斉州都督府兵曹参軍の杜行敏。祖父は右司員外郎・麗正殿学士の杜崇愨。父は鄯州都督・隴右節度留後の杜希望。孫は晩唐の詩人として名高い杜牧である。
科挙によらず家格による恩蔭によって登用され、地方では嶺南節度使・淮南節度使、中央では御史大夫・司徒同平章事などの要職を歴任する。
憲宗に重用され、行政面では、宰相の楊炎を輔佐し、両税法の施行に関して尽力している。太傅を追贈された。
『政典』30巻（開元末年、劉秩撰）の欠を補って、大暦元年（766年）より30年余りを費やして『通典』200巻を著した。その他、『理道要訣』・『賓佐記』・『管氏指略』などの著書があったとされるが、定かではない。

## 子女
- 杜師損（後嗣、工部郎中・司農寺少卿）
- 杜式方
- 杜従郁
- 杜憲祥
- 杜紹孜

## 伝記資料
- 『旧唐書』巻147 列伝第97
- 『新唐書』巻166 列伝第91
- 『杜佑年譜』鄭鶴声著、1935年